# Parigi-Nizza 1994
La Parigi-Nizza 1994, cinquantaduesima edizione della corsa, si svolse dal 6 al 13 marzo su un percorso di 1416 km ripartiti in 8 tappe, l'ultima delle quali suddivisa in due semitappe. Fu vinta dallo svizzero Tony Rominger, che bissò il successo del 1991, davanti allo spagnolo Jesús Montoya e al russo Viatcheslav Ekimov.

## Tappe
| Tappa  | Data     | Percorso                              | km   | Vincitore di tappa     | Leader cl. generale |
| ------ | -------- | ------------------------------------- | ---- | ---------------------- | ------------------- |
| 1ª     | 6 marzo  | Fontenay-sous-Bois > Orléans          | 189  | Mario Cipollini        | Mario Cipollini     |
| 2ª     | 7 marzo  | Gien > Nevers                         | 162  | Fabio Baldato          | Fabio Baldato       |
| 3ª     | 8 marzo  | Nevers > Clermont-Ferrand             | 204  | Džamolidin Abdužaparov | Fabio Baldato       |
| 4ª     | 9 marzo  | Clermont-Ferrand > Saint-Étienne      | 156  | Fabio Baldato          | Fabio Baldato       |
| 5ª     | 10 marzo | Saint-Étienne > Vaujany               | 198  | Pascal Richard         | Pascal Richard      |
| 6ª     | 11 marzo | Beaumes-de-Venise > Marsiglia         | 195  | Mario Cipollini        | Pascal Richard      |
| 7ª     | 12 marzo | Tolone > Mandelieu-la-Napoule         | 199  | Charly Mottet          | Jesús Montoya       |
| 8ª-1ª  | 13 marzo | Mandelieu-la-Napoule > Nizza          | 100  | Džamolidin Abdužaparov | Jesús Montoya       |
| 8ª-1ª  | 13 marzo | Nizza > Col d'Èze (cron. individuale) | 12.5 | Tony Rominger          | Tony Rominger       |
| Totale | Totale   | Totale                                | 1416 |                        |                     |

## Dettagli delle tappe

### 1ª tappa
- 6 marzo: Fontenay-sous-Bois > Orléans – 189 km

| Pos. | Corridore       | Squadra           | Tempo    |
| ---- | --------------- | ----------------- | -------- |
| 1    | Mario Cipollini | Mercatone Uno     | 5h05'57" |
| 2    | Fabio Baldato   | MG Boys           | s.t.     |
| 3    | Endrio Leoni    | Jolly Componibili | s.t.     |

| Pos. | Corridore       | Squadra           | Tempo    |
| ---- | --------------- | ----------------- | -------- |
| 1    | Mario Cipollini | Mercatone Uno     | 5h05'57" |
| 2    | Fabio Baldato   | MG Boys           | s.t.     |
| 3    | Endrio Leoni    | Jolly Componibili | s.t.     |

### 2ª tappa
- 7 marzo: Gien > Nevers – 162 km

| Pos. | Corridore              | Squadra       | Tempo    |
| ---- | ---------------------- | ------------- | -------- |
| 1    | Fabio Baldato          | MG Boys       | 3h40'41" |
| 2    | Mario Cipollini        | Mercatone Uno | s.t.     |
| 3    | Džamolidin Abdužaparov | Polti         | s.t.     |

| Pos. | Corridore       | Squadra           | Tempo    |
| ---- | --------------- | ----------------- | -------- |
| 1    | Fabio Baldato   | MG Boys           | 8h46'22" |
| 2    | Mario Cipollini | Mercatone Uno     | a 10"    |
| 3    | Endrio Leoni    | Jolly Componibili | a 12"    |

### 3ª tappa
- 8 marzo: Nevers > Clermont-Ferrand – 204 km

| Pos. | Corridore              | Squadra       | Tempo    |
| ---- | ---------------------- | ------------- | -------- |
| 1    | Džamolidin Abdužaparov | Polti         | 5h38'04" |
| 2    | Fabio Baldato          | MG Boys       | s.t.     |
| 3    | Mario Cipollini        | Mercatone Uno | s.t.     |

| Pos. | Corridore              | Squadra       | Tempo     |
| ---- | ---------------------- | ------------- | --------- |
| 1    | Fabio Baldato          | MG Boys       | 14h24'19" |
| 2    | Mario Cipollini        | Mercatone Uno | a 3"      |
| 3    | Džamolidin Abdužaparov | Polti         | a 9"      |

### 4ª tappa
- 9 marzo: Clermont-Ferrand > Saint-Étienne – 156 km

| Pos. | Corridore        | Squadra       | Tempo    |
| ---- | ---------------- | ------------- | -------- |
| 1    | Fabio Baldato    | MG Boys       | 4h17'11" |
| 2    | Giovanni Fidanza | Polti         | a 1"     |
| 3    | Simone Biasci    | Mercatone Uno | s.t.     |

| Pos. | Corridore              | Squadra       | Tempo     |
| ---- | ---------------------- | ------------- | --------- |
| 1    | Fabio Baldato          | MG Boys       | 18h41'30" |
| 2    | Mario Cipollini        | Mercatone Uno | a 4"      |
| 3    | Džamolidin Abdužaparov | Polti         | a 10"     |

### 5ª tappa
- 10 marzo: Saint-Étienne > Vaujany – 198 km

| Pos. | Corridore          | Squadra     | Tempo    |
| ---- | ------------------ | ----------- | -------- |
| 1    | Pascal Richard     | MG Boys     | 5h43'17" |
| 2    | Viatcheslav Ekimov | Wordperfect | a 21"    |
| 3    | Tony Rominger      | Mapei-CLAS  | s.t.     |

| Pos. | Corridore       | Squadra    | Tempo     |
| ---- | --------------- | ---------- | --------- |
| 1    | Pascal Richard  | MG Boys    | 24h25'11" |
| 2    | Georg Totschnig | Polti      | a 21"     |
| 3    | Tony Rominger   | Mapei-CLAS | s.t.      |

### 6ª tappa
- 11 marzo: Beaumes-de-Venise > Marsiglia – 195 km

| Pos. | Corridore              | Squadra       | Tempo    |
| ---- | ---------------------- | ------------- | -------- |
| 1    | Mario Cipollini        | Mercatone Uno | 5h04'33" |
| 2    | Džamolidin Abdužaparov | Polti         | s.t.     |
| 3    | Laurent Jalabert       | O.N.C.E.      | s.t.     |

| Pos. | Corridore       | Squadra  | Tempo     |
| ---- | --------------- | -------- | --------- |
| 1    | Pascal Richard  | MG Boys  | 29h29'44" |
| 2    | Alex Zülle      | O.N.C.E. | a 20"     |
| 3    | Georg Totschnig | Polti    | a 21"     |

### 7ª tappa
- 12 marzo: Tolone > Mandelieu-la-Napoule – 199 km

| Pos. | Corridore     | Squadra  | Tempo    |
| ---- | ------------- | -------- | -------- |
| 1    | Charly Mottet | Novemail | 5h04'32" |
| 2    | Jesús Montoya | Banesto  | a 13"    |
| 3    | Ronan Pensec  | Novemail | a 19"    |

| Pos. | Corridore     | Squadra    | Tempo     |
| ---- | ------------- | ---------- | --------- |
| 1    | Jesús Montoya | Banesto    | 34h34'50" |
| 2    | Tony Rominger | Mapei-CLAS | a 6"      |
| 3    | Ronan Pensec  | Novemail   | s.t.      |

### 8ª tappa
- 13 marzo: Mandelieu-la-Napoule > Nizza – 100 km

| Pos. | Corridore              | Squadra       | Tempo    |
| ---- | ---------------------- | ------------- | -------- |
| 1    | Džamolidin Abdužaparov | Polti         | 2h19'03" |
| 2    | Mario Cipollini        | Mercatone Uno | s.t.     |
| 3    | Laurent Jalabert       | O.N.C.E.      | s.t.     |

| Pos. | Corridore     | Squadra    | Tempo     |
| ---- | ------------- | ---------- | --------- |
| 1    | Jesús Montoya | Banesto    | 36h53'53" |
| 2    | Tony Rominger | Mapei-CLAS | a 6"      |
| 3    | Ronan Pensec  | Novemail   | s.t.      |

### 9ª tappa
- 13 marzo: Nizza > Col d'Èze (cron. individuale) – 12,5 km

| Pos. | Corridore     | Squadra    | Tempo  |
| ---- | ------------- | ---------- | ------ |
| 1    | Tony Rominger | Mapei-CLAS | 22'06" |
| 2    | Jesús Montoya | Banesto    | a 42"  |
| 3    | Alex Zülle    | O.N.C.E.   | a 46"  |

| Pos. | Corridore          | Squadra     | Tempo     |
| ---- | ------------------ | ----------- | --------- |
| 1    | Tony Rominger      | Mapei-CLAS  | 37h16'05" |
| 2    | Jesús Montoya      | Banesto     | a 36"     |
| 3    | Viatcheslav Ekimov | Wordperfect | a 1'30"   |

## Classifiche finali

### Classifica generale
| Pos. | Corridore             | Squadra                        | Tempo     |
| ---- | --------------------- | ------------------------------ | --------- |
| 1    | Tony Rominger         | Mapei-CLAS                     | 37h16'05" |
| 2    | Jesús Montoya         | Banesto                        | a 36"     |
| 3    | Viatcheslav Ekimov    | Wordperfect                    | a 1'30"   |
| 4    | Ronan Pensec          | Novemail-Histor-Laser Computer | a 1'41"   |
| 5    | Laurent Roux          | Castorama                      | a 1'53"   |
| 6    | Vicente Aparicio Vila | Banesto                        | a 2'38"   |
| 7    | Pascal Richard        | MG Boys Maglificio-Technogym   | a 2'47"   |
| 8    | Jean-François Bernard | Banesto                        | a 2'53"   |
| 9    | Gianni Bugno          | Polti-Vaporetto                | a 3'00"   |
| 10   | Eddy Seigneur         | Gan                            | a 3'11"   |